# Паттерсон, Мередит
Ме́редит Энн Па́ттерсон (англ. Meredith Ann Patterson; род. 24 ноября 1975, Конкорд, Калифорния, США) — американская актриса.

## Биография
Мередит Энн Паттерсон родилась 24 ноября 1975 года в Конкорде (штат Калифорния, США). У Мередит есть младшие брат и две сестры: Роберт Паттерсон, Мелани Паттерсон и Мишель Паттерсон.

## Карьера
Мередит начала свою карьеру в качестве театральной актрисы в 1988 году. В 2002 году Паттерсон дебютировала в кино, сыграв роль Мэрилин Монро в фильме «Служащий компании». В 2004 году она сыграла роль Леди Элиссы в фильме «Дневники принцессы 2: Как стать королевой». Всего сыграла в 17-ти фильмах и телесериалах.

## Личная жизнь
В 2004—2011 года Мередит была замужем за актёром Шонном Уайли (род.1977).
С 7 октября 2012 года Мередит замужем во второй раз за Дастином Брэйли. У супругов есть сын — Максвелл Джеймс Брэйли (род.23.06.2012).